# Oak Brook
Oak Brook es una villa ubicada en el condado de DuPage en el estado estadounidense de Illinois. En el Censo de 2010 tenía una población de 7883 habitantes y una densidad poblacional de 367,68 personas por km².
En este sitio se encuentra el McDonald's Plaza este es la sede de la cadena de comida rápida McDonald's.

## Geografía
Oak Brook se encuentra ubicada en las coordenadas 41°50′12″N 87°57′13″O / 41.83667, -87.95361. Según la Oficina del Censo de los Estados Unidos, Oak Brook tiene una superficie total de 21.44 km², de la cual 20.59 km² corresponden a tierra firme y (3.97%) 0.85 km² es agua.

## Demografía
Según el censo de 2010, había 7883 personas residiendo en Oak Brook. La densidad de población era de 367,68 hab./km². De los 7883 habitantes, Oak Brook estaba compuesto por el 71.81% blancos, el 1.97% eran afroamericanos, el 0.06% eran amerindios, el 23.24% eran asiáticos, el 0% eran isleños del Pacífico, el 0.72% eran de otras razas y el 2.19% pertenecían a dos o más razas. Del total de la población el 4.3% eran hispanos o latinos de cualquier raza.